# 걸리버 맥그래스
걸리버 맥그래스(Gulliver McGrath, 1999년 ~ )는 오스트레일리아의 배우이다.

## 내력
6세에서 우유 광고에 출연하며 연기를 시작했다. 2009년 멜버른 극단의 공연 《Poor Boy》에서 가이 피어스와 호흡을 맞췄다. 같은 해 영국 버밍엄으로 이주했다. 팀 버튼이 감독 한 2012년에 공개된 《다크 섀도우》에서는 처음 큰 역을 맡았다. 같은 해 공개된 스티븐 스필버그 감독 영화 《링컨》에서는 태드 링컨을 연기하였다.

## 출연 작품
- 다크 섀도우 - 데이비드 콜린스 역
- 더 보이스 - 어린 제리 역
- 나무 위의 소년들 - 조나 역